# Fußball-Weltmeisterschaft 1986/Südkorea
Dieser Artikel behandelt die südkoreanische Nationalmannschaft bei der Fußball-Weltmeisterschaft 1986 in Mexiko.

## Qualifikation
In der Gruppenphase traf man auf Malaysia und Nepal. Malaysia erwies sich als unerwartet schwerer Gegner, am Ende konnte man sich aber vor den Südostasiaten für das Halbfinale qualifizieren.
| Nepal    | - | Südkorea | 0:2 (0:1) |
| Malaysia | - | Südkorea | 1:0 (0:0) |
| Südkorea | - | Nepal    | 4:0 (3:0) |
| Südkorea | - | Malaysia | 2:0 (2:0) |

Im Halbfinale traf Südkorea auf Indonesien. Nach zwei Siegen konnte man sich relativ mühelos für das Finale qualifizieren. Das Finale bestritt man gegen Japan; nach wiederum zwei Siegen qualifizierte sich Südkorea für das Endturnier.
| Halbfinale |   |            |           |
| Südkorea   | - | Indonesien | 2:0 (0:0) |
| Indonesien | - | Südkorea   | 1:4 (0:3) |
| Finale     |   |            |           |
| Japan      | - | Südkorea   | 1:2 (0:1) |
| Südkorea   | - | Japan      | 1:0 (0:0) |

## Südkoreanisches Aufgebot
| Nummer     | Name                   | Aktueller Verein    | Geburtstag | Sp.      | Tor      | Rot      | Gelb     |
| Torhüter   | Torhüter               | Torhüter            | Torhüter   | Torhüter | Torhüter | Torhüter | Torhüter |
| ---------- | ---------------------- | ------------------- | ---------- | -------- | -------- | -------- | -------- |
| 1          | Cho Byung-deuk         | Hallelujah FC       | 26.05.1958 | 0        | 0        | 0        | 0        |
| 21         | Oh Yun-kyo             | Yukong Elephants    | 25.05.1960 | 3        | 0        | 0        | 0        |
| Abwehr     |                        |                     |            |          |          |          |          |
| 14         | Cho Min-kook           | Lucky Gold Star     | 05.07.1963 | 2        | 0        | 0        | 0        |
| 3          | Chung Jong-soo         | Yukong Elephants    | 27.03.1961 | 1        | 0        | 0        | 0        |
| 5          | Chung Yong-hwan        | Daewoo Royals       | 10.02.1960 | 3        | 0        | 0        | 0        |
| 12         | Kim Pyung-seok         | Hyundai Horang-I    | 22.09.1958 | 1        | 0        | 0        | 0        |
| 2          | Park Kyung-hoon        | Posco Atoms         | 19.01.1961 | 3        | 0        | 0        | 1        |
| 15         | Yoo Byung-ok           | Hanyong University  | 02.03.1964 | 1        | 0        | 0        | 0        |
| Mittelfeld |                        |                     |            |          |          |          |          |
| 4          | Cho Kwang-rae          | Daewoo Royals       | 19.03.1954 | 2        | 0        | 0        | 0        |
| 8          | Cho Young-jeung        | Lucky Gold Star     | 18.08.1954 | 2        | 0        | 0        | 1        |
| 9          | Choi Soon-ho           | Posco Atoms         | 10.01.1962 | 2        | 1        | 0        | 0        |
| 17         | Huh Jung-moo           | Hyundai Horang-I    | 13.01.1955 | 3        | 1        | 0        | 1        |
| 16         | Kim Joo-sung           | Chosun University   | 17.01.1966 | 3        | 0        | 0        | 1        |
| 18         | Kim Sam-soo            | Hyundai Horang-I    | 08.02.1963 | 0        | 0        | 0        | 0        |
| 13         | Noh Soo-jin            | Yukong Elephants    | 10.02.1962 | 0        | 0        | 0        | 0        |
| Angriff    |                        |                     |            |          |          |          |          |
| 19         | Byun Byung-joo         | Daewoo Royals       | 26.04.1961 | 2        | 0        | 0        | 0        |
| 11         | Cha Bum-kun            | Bayer 04 Leverkusen | 22.05.1953 | 3        | 0        | 0        | 0        |
| 22         | Kang Deuk-soo          | Lucky Gold Star     | 16.08.1961 | 0        | 0        | 0        | 0        |
| 7          | Kim Jong-boo           | Korea University    | 13.01.1965 | 2        | 1        | 0        | 0        |
| 6          | Lee Tae-ho             | Daewoo Royals       | 29.01.1961 | 0        | 0        | 0        | 0        |
| 20         | Kim Yong-se            | Yukong Elephants    | 21.01.1960 | 0        | 0        | 0        | 0        |
| 10         | Park Chang-sun         | Daewoo Royals       | 02.02.1954 | 3        | 1        | 0        | 1        |
| Trainer    |                        |                     |            |          |          |          |          |
|            | Kim Jung-nam (Trainer) |                     | 28.01.1943 |          |          |          |          |

## Südkoreanische Spiele
| Argentinien | - | Südkorea  | 3:1 (2:0) |
| Südkorea    | - | Bulgarien | 1:1 (0:1) |
| Südkorea    | - | Italien   | 2:3 (0:1) |